# Lucila Gamero de Medina
Lucila Gamero Moncada, més coneguda com Lucila Gamero de Medina (Danlí, 12 de juny de 1873 - Tegucigalpa, 23 de gener de 1964) va ser una novel·lista romàntica hondurenya. Va ser la primera dona a Hondures en produir obra literària i publicar novel·les a Amèrica central. El crític i escriptor Luis Marín Otero la va nomenar «la gran dama de les lletres hondurenyes». Es va formar com a metge i farmacèutica i encara que no va poder estudiar a la universitat va ser guardonada amb un diploma de Medicina i Cirurgia pel degà de la Facultat de Medicina. Va dirigir un hospital i va treballar com un inspectora de salut en la seva província d'origen. A més a més dels seus esforços mèdics i literaris, Gamero era una activa feminista i sufragista, va assistir a conferències i va participar en la fundació del Comitè Femení Hondureny.

## Biografia
Va néixer el 12 de juny 1873 a Danlí, Hondures, filla de Manuel Gamero i Camila Moncada. Va completar la seva educació secundària al Col·legi L'Educació`, i volia estudiar medicina a l'estranger, però va ser impedida de fer-ho. El seu pare, que era metge, li va ensenyar la medicina i va exercir tant com metge i farmacèutic, va fer-se el càrrec de la clínica del seu pare i del funcionament de la farmàcia familiar. Més tard es rebre un diploma de Medicina i Cirurgia pel degà de la Facultat de Medicina, el Dr. Manuel G. Zuniga. El 1924, fou designada per dirigir l'Hospital de Sang a Danlí i des de 1930 va servir com a inspectora de salut del departament d'El Paraíso.
Ella va començar a escriure quan encara era una nena, va publicar en la revista La Juventud des del 1891. Gamero autor de la primera novel·la publicada per una dona hondurenya, Amalia Montiel, que va ser editada el 1892, per capítols per en el diari setmanal El Pensamiento, dirigida per Froylán Turcios. La seva segona novel·la, Adriana y Margarita (1893), va ser la primera novel·la publicada a Hondures.
La seva producció literària va ser un exemple del període romàntic tardà de la literatura llatinoamericana. Amor i la família són els principals temes que ocupen la major part de les seves narratives. La seva novel·la més coneguda és Blanca Olmedo, una història d'amor que critica directament l'església hondurenya i el seu establiment en el moment, un pas sense precedents en la literatura hondurenya. Blanca Olmedo és considerada com una de les novel·les més importants d'Hondures de principis del segle xx.
Gamero de Medina també va estar implicada en la lluita hondurenya pel dret al vot femení. El 1924 va ser delegada d'Hondures en la Segona Conferència de Dones Panamericanes. El 2 de febrer de 1946 un grup de sufragistes va organitzar la Societat Femenina Panamericana amb la presidenta Olimpia Varela y Varela i intel·lectuals com Gamero de Medina, Argentina Díaz Lozano i Paca Navas. El 5 de març 1947 va fundar el Comitè Femení Hondureny -afiliat a la Comissió Interamericana de Dones- amb l'objectiu d'obtenir els drets polítics per a les dones. Va publicar una revista Mujer Americana, que va ser la tercera revista feminista del país, després de la de Navas, Atlántida i un diari nomenat Atenea per Cristina Hernández de Gómez iniciat en El Progreso l'any 1944.

## Obres notables
- Amelia Montiel (1892)
- Adriana y Margarita (1893)
- Páginas del Corazón (1897)
- Blanca Olmedo (1908)
- Betina (1941)
- Aída (1948)
- Amor Exótico (1954)
- La Secretaria (1954)
- El Dolor de Amar (1955)